# Monsterfest
|  | Denne artikel er oprettet af botten PalnaBot ud fra en ekstern database. Den kan derfor have sproglige fejl eller mangler. Denne skabelon kan fjernes efter kontrol af indholdet. |

Monsterfest er en børnefilm fra 1995, instrueret af Per Fly.

## Handling
Der er magi og fantasi i denne lille musikvideo for børn - og en lille smule sjov uhygge, når vi går med Dracula og Frankenstein til monsterfest.